# Zum Silbersack

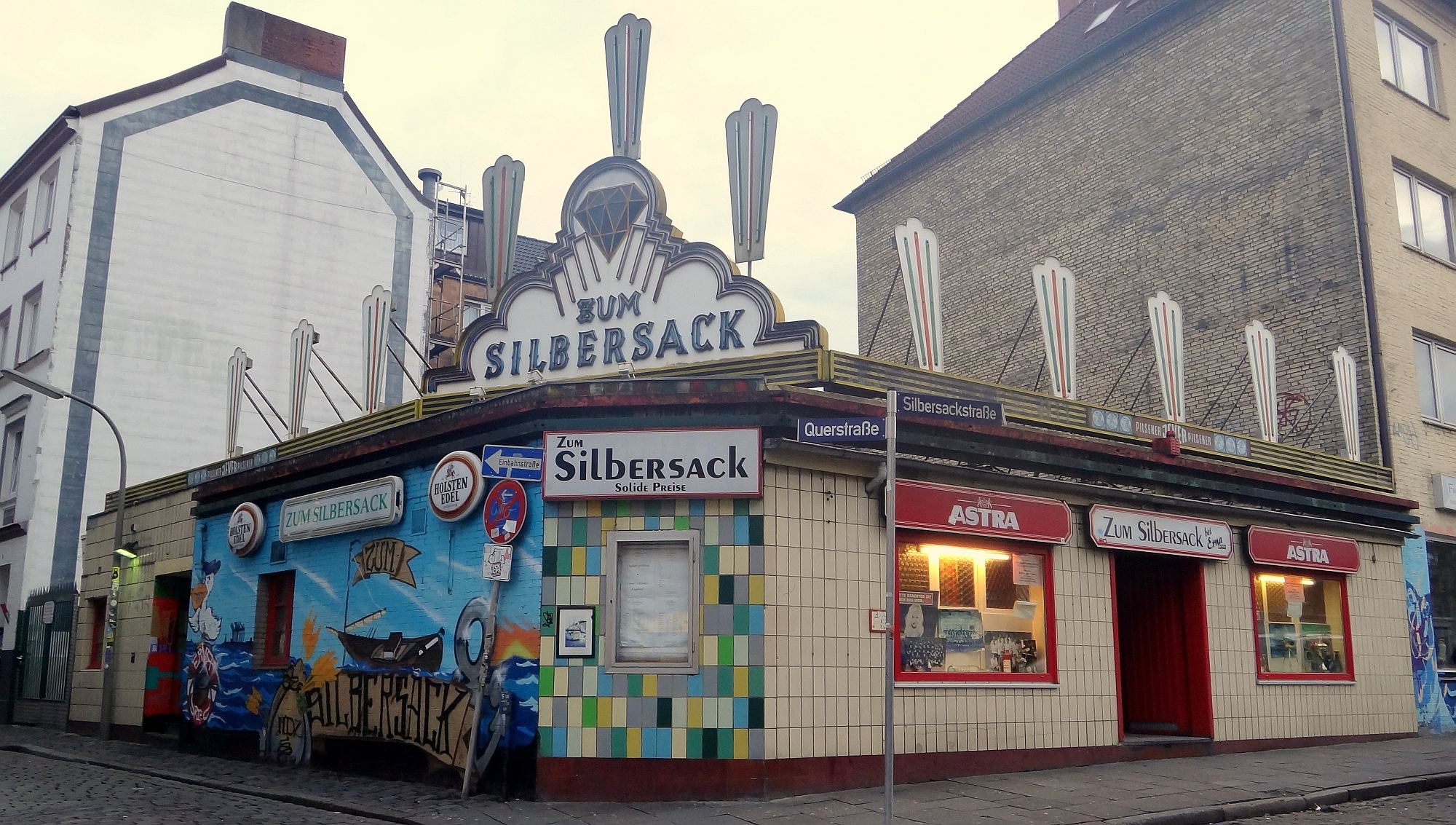
Zum Silbersack, Silbersackstr. 9, Hamburg St. Pauli

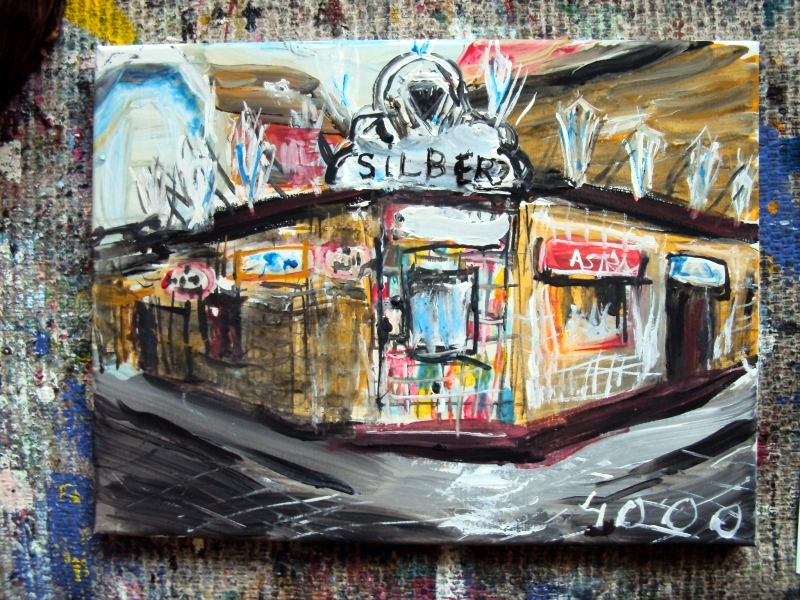
Die Kneipe wie sie der Hamburger Szenemaler 4000 in seiner Serie The Newe St Pauli sah.

Zum Silbersack ist eine Kneipe in Hamburg-St. Pauli in der Nähe der Reeperbahn.

## Geschichte
Gegründet wurde das Lokal 1949 vom Ehepaar Erna und Friedrich Thomsen in Hamburg-St. Pauli auf einem Trümmergrundstück nahe der Reeperbahn. Im Jahr 1958 starb Friedrich Thomsen; Ehefrau Erna führte den Betrieb alleine weiter. Die Gaststätte wurde bald zu einer Kult-Kneipe. Auch Prominente wie Heinz Rühmann, Curd Jürgens, Hans Albers, Freddy Quinn und Hildegard Knef gehörten zu den Gästen.
Erna Thomsen, geboren am 16. April 1924, starb am 9. Mai 2012 im Alter von 88 Jahren an Herzversagen. Daraufhin wurde der „Silbersack“ geschlossen, da weder Sohn Gerd Thomsen, noch die in Schottland lebende Schwester Heidrun Thomsen die Kult-Kneipe weiterführen wollten. Der Silbersack lebt jedoch unter anderer Führung weiter.

## Neugründung
Stammgäste, Anwohner, die Interessengemeinschaft St. Pauli (IG St. Pauli), der St. Pauli Bürgerverein von 1843 e. V., das Bezirksamt Hamburg-Mitte und eine Facebook-Initiative mit bald mehr als 1.300 Mitgliedern setzten sich für einen Erhalt ein. Durch Vermittlung des damaligen Bezirksamtsleiters Andy Grote wurde die Kneipen-Immobilie mit dazugehörigem Wohngebäude an die „Freunde des Silbersack GmbH & Co. KG“ verkauft. Diese Gesellschaft wurde von 20 Hamburger Immobilien-Kaufleuten gegründet, darunter Andreas Rehberg (Grossmann & Berger GmbH), Frank Schmidt (Quantum), Stefan Wulff (Otto Wulff Bauunternehmung), Andreas Fraatz (Fraatz-Bartels-Unternehmensgruppe) und Immobilien-Finanzier Christian Holle. Der Kaufpreis wird auf rund eine Million Euro geschätzt.
Der „Silbersack“ wurde neu verpachtet und konnte im August 2012 wieder öffnen. Pächter ist der Dortmunder Dominik Großefeld, der 2010 als Mitarbeiter in der Kneipe begann und als Ziehsohn der verstorbenen Silbersack-Wirtin gilt. Er hat mit der neuen Eigentümergruppe einen Vertrag über zehn Jahre mit Option auf weitere zehn Jahre geschlossen. 2022 wurde die Pacht verlängert.

## Fassaden-Kunst
Das Gebäude mit seiner farbenfrohen, ungewöhnlichen Fassade wurde von verschiedenen Künstlern abgebildet, darunter dem Hamburger Szenemaler 4000, der den „Silbersack“ für seine St. Pauli-Serie malte, sowie dem Grafiker Jörg Schlenker aus Villingen-Schwenningen, der die bekannte bunte Kachelwand an der Ecke Silbersackstraße/Querstraße in seiner siebenfarbigen Serigrafie „Solide Preise“ verewigte.